# Флаг Янаульского района
Флаг муниципального образования Янау́льский район Республики Башкортостан Российской Федерации — опознавательно-правовой знак, служащий официальным символом муниципального образования.
Флаг утверждён 13 июля 2006 года и внесён в Государственный геральдический регистр Российской Федерации под номером 3236, а также в Государственный регистр символики Республики Башкортостан под номером 027.

## Описание
«Прямоугольное полотнище зелёного цвета с соотношением ширины к длине 2:3, в центре которого — тонкий просечённый ромб белого цвета; внутри ромба вздыбленный конь белого цвета с гривой и хвостом жёлтого цвета. В каждом из верхних углов полотнища проросшее семя жёлтого цвета, а в каждом из нижних углов — такое же опрокинутое семя».

## Обоснование символики
Флаг создан на основе герба района.
Янаульский район является «северными воротами» Республики Башкортостан. Его облик напоминает всю республику с её бескрайними хлебными полями, водными просторами и богатыми недрами.
Белый ромб на зелёном поле символизирует распахнутые ворота, означающие дружелюбие и гостеприимство янаульцев, их готовность жить в мире и согласии со всеми народами.
Белый вздыбленный конь с золотыми гривой и хвостом означают мощь и устремлённость вперёд. Янаульцы никогда не довольствуются достигнутым, каждое поколение стремится вписать новые яркие страницы в славную летопись района. Конь как ничто другое символизирует связь поколений, ибо он испокон веков является одним из основ жизненного уклада башкир и других народов, непременным атрибутом их быта. Конь также символизирует силу жизни, великодушие, мужество и трудолюбие.
По углам флага жёлтые зёрна, вписанные в тамгу башкирского рода Уран, символизируют преемственность поколений и являются символом богатства и знатности, традиционное занятие земледелием.
Зелёный цвет полотнища флага — это цвет изобилия, плодородия, цвет самой живой природы. Это и символ лесных богатств района, где всегда добывали пушнину, ценнейший мед, собирали ягоды и плоды, заготавливали древесину, сплавляя по реке Каме и её притокам. Также зелёный цвет на флаге призывает сохранить природные богатства для будущих поколений.